# エクレルール灯台
エクレルール灯台（Faro Les Eclaireurs)は、アルゼンチン南部のティエラ・デル・フエゴ州の州都ウシュアイアから東へ 5海里（ 9.3キロメートル）ほど先に立つ灯台である。ビーグル水道にあるエクレルール諸島の北東の島にあり、わずかに円錐状のほぼ円筒の形状を持つ。世界最南端の灯台ともいわれる。エクレルール諸島はフランス海軍の探検隊によって命名された。フランス語でÉclaireur(s) （エクレルール）は「斥候」を意味する。
日本語文献では、『地球の歩き方』で「エクレルール灯台」として言及されているが、「レクレルール灯台」と表記するものもある。

## 歴史
1920年12月23日に運用を開始したエクレルール灯台は、ウシュアイアへの海路の安全確保の役割を担う。レンガ造りの塔は、高さ11メートル (36 ft)、幅3メートル (10 ft)の円筒状で、窓はなく、壁面は赤 - 白 - 赤で塗装され、その上に光源が収まる黒い灯室とメンテナンスのための回廊がある。塔への出入り口として西向きの扉が唯一存在するが、現在では遠隔操作による自動化により無人で、塔内は一般には公開されていない。電源はソーラーパネルからの供給で確保され、海面より22.5メートル (74 ft)の高さから7.5海里 (13.9 km)ほどの範囲を5秒ごとに白と赤の光を交互に点滅させる。

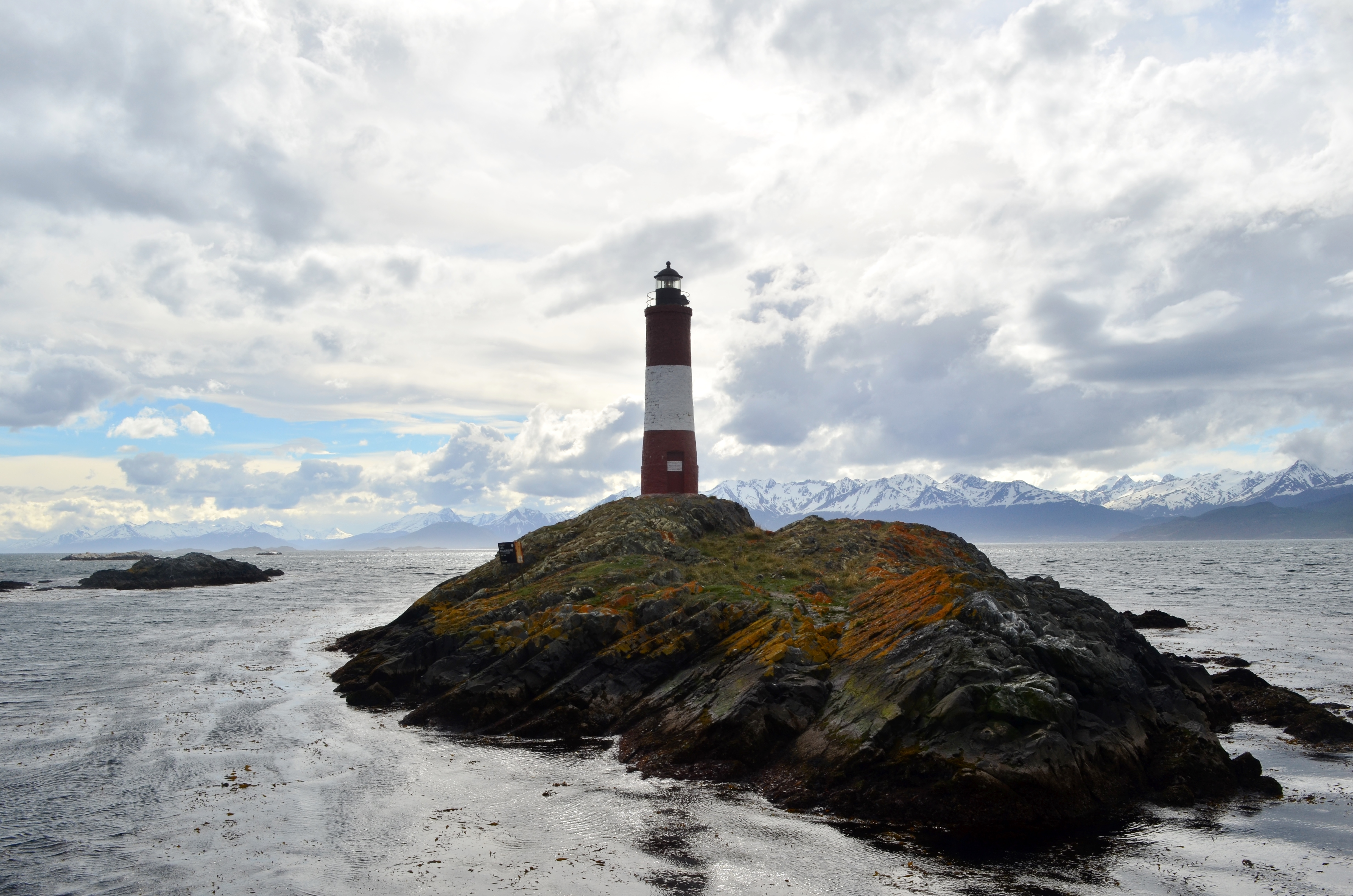
エクレルール灯台

人気のある観光スポットで、ウシュアイアからボートツアーで訪れることができる。アルゼンチンでは「世界の果てにある灯台」（ファロ・デル・フィン・デル・ムンド）として知られている。しかし、200キロメートルほど東方のロス・エスタードス島北東の海岸には、ジュール・ヴェルヌの小説「地の果ての燈台」によって有名になったサン・フアン・デ・サルバメント灯台が存在しており、しばしばこれと混同される。
エクレルール灯台は、映画『ブエノスアイレス』にも登場している。